# BREEAM
BREEAM (BRE Environmental Assessment Method) är ett frivilligt miljöcertifieringssystem som utvecklades i Storbritannien i början av 1990-talet av BRE. BRE var från början ett statligt institut men har privatiserats och ägs idag via en stiftelse bestående av aktörer i branschen. 
BREEAM har idag använts för att certifiera över 500 000 byggnader och över 2 miljoner byggnader är registrerade för certifiering. BREEAM är det mest spridda av de internationella systemen i Europa. Motsvarade system som används i andra delar av världen är LEED i Amerika, Green Star i Australien och CASBEE i Japan. Utöver de internationella certifieringssystemen finns den hundratals nationella system som utvecklats av olika företag och forskare.
I Sverige har Sweden Green Building Council, en medlemsorganisation för hållbart samhällsbyggande, anpassat BREEAM till svenska förhållanden och den svenska versionen, BREEAM-SE, är sedan 2013 den version av BREEAM som används på den svenska marknaden. Det finns ett antal andra länder som har gjort motsvarande arbete så som Nederländerna, Norge och Spanien. 

## Betyg
Byggnaderna certifieras enligt följande betygsskala
- Pass
- Good
- Very Good
- Excellent
- Outstanding

BREEAM-SE kan användas för nyproducerade byggnader samt vid ombyggnad. Byggnadernas miljöprestanda bedöms inom ett antal olika områden. Det finns minimikrav på att uppnå poäng vad gäller projektledningen, byggnadens energianvändning, inomhusklimat såsom ventilation och belysning, vattenhushållning, avfallshantering samt markanvändning och påverkan på närmiljön.
Med BREEAM bedöms och poängsätts även hur byggnaden ligger i förhållande till allmänna kommunikationsmedel, val av byggnadsmaterial och vilka föroreningar byggnaden kan ge upphov till. Extrapoäng kan uppnås för hur innovativ byggnaden är i sina tekniska lösningar.